# 中国
中国（ちゅうごく、繁: 中國）は、ユーラシア大陸（アジア大陸）の東部を占める地域、及びそこで成立した国家をさす用語。日本では、1972年の日中国交正常化以降、中華人民共和国の略称としても使用されている。

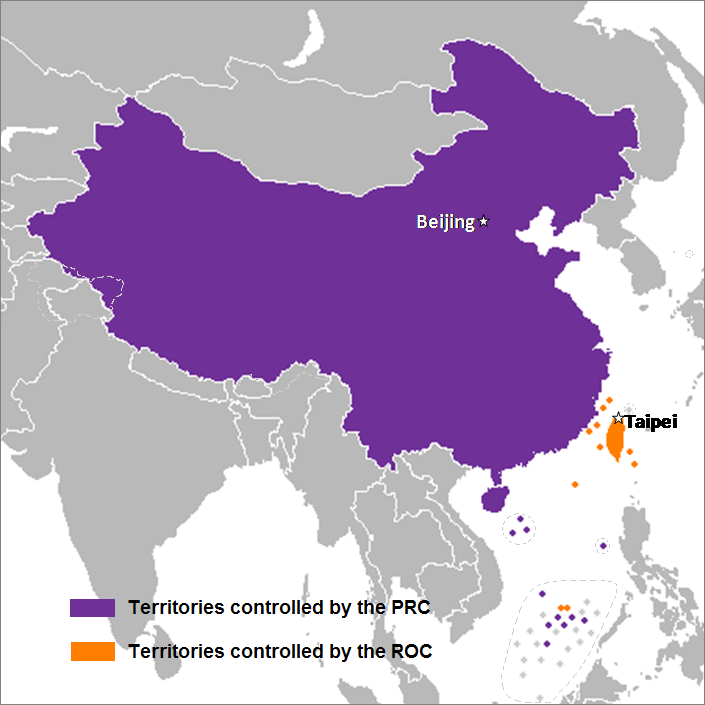
紫が中華人民共和国の統治下、オレンジが中華民国の統治下（政治的な問題については中国統一問題を参照）。

本記事では、「中国」という用語の「意味」の変遷と「呼称」の変遷について記述する。中国に存在した歴史上の国家群については、当該記事および「中国の歴史」を参照。

## 概要
中国では、最大の民族集団である漢民族を筆頭に、モンゴル、満洲などの様々な民族による複数の王朝が勃興と滅亡、分裂と統一を繰り返してきた。その過程で、中国全土は様々な民族の文化や風習が混ざり合った。そのため、地域の文明や民族を広く指し、紀元前からの文明・国家群の歴史の総体をも指す。
日本では、伝統的に黄河流域の国家に対し「唐・漢・唐土」の文字を用いて「とう・から・もろこし」と呼び、玄奘三蔵の訳業が輸入されてからは、仏教界で「支那」が利用され、明治時代に入り「支那」が一般化した。
英語で中国や陶磁器を意味する China は、陶磁器の産地である景徳鎮市の旧名である昌南の音訳とする説が現代になって提唱されている。しかし、多くの文献などでは、紀元前3世紀の王朝である秦を由来とするとしており、またヨーロッパで China の初出はイタリア語によるマルコ・ポーロの本である。

## 文献に現れる「中国」
西暦紀元前（西周時代）にはすでに「中国」の文字は文献に現れていた。
- 『書経』の「梓材」に現れるもの

皇天既付中國民越厥疆土于先王（皇天既に中國民と厥疆の土地を先の王に付す）
- 『詩経』の「大雅」の「生民之什」の章の中の「民勞」に現れるもの

民亦勞止　汔可小康　惠此中國　以綏四方（この中国に恵あれ、四方安らかに）
無縱詭隨　以謹無良　式遏寇虐　憯不畏明
柔遠能邇　以定我王
その後の歴代王朝の正史二十四史でも使用され続けているが、その範囲と概念は時代とともに変化している。

## 「中国」の意味の変遷

### 古典的用法
元来の語義に基づくと、「中核となる城塞都市」を意味し、王・諸侯が統治した。西周時代では中原に所在する洛陽などの中核都市を指した。
“𠁩或”（中国）

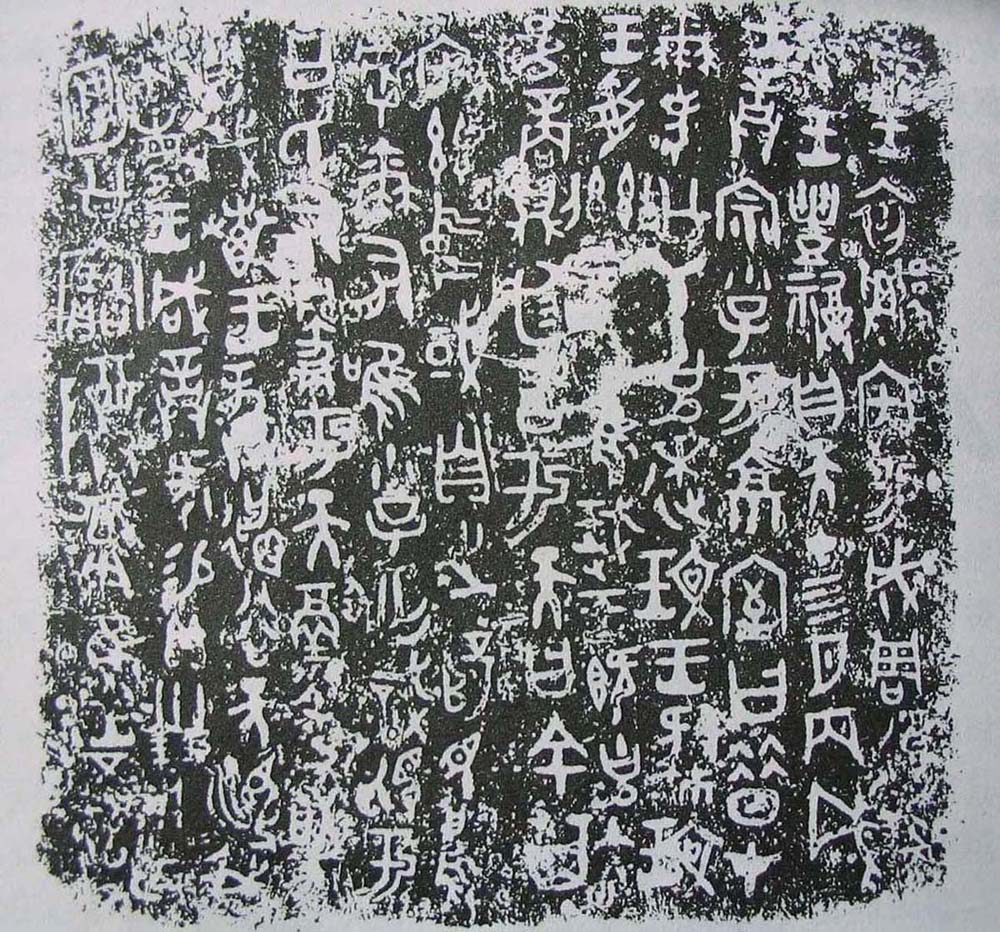
何尊に刻まれた銘文

1963年に出土した「何尊」は西周成王時代（紀元前11世紀）の青銅器で、銘文に武王の言葉として「余其宅茲中国、自之乂民」と刻まれ、存在が確認されている中では最古の用例とされる。

#### 意味の変遷

中華思想における世界観

- ベトナムでは阮朝が自国を中国（チォンコック）と呼び、日本でも自国に対して葦原中国（あしはらのなかつくに）あるいは中国（なかつくに）という美称を用いている[注 1]。

- 日本において朝貢する異族に対し、自国を「中国」と称した最古の表記例は『続日本紀』文武天皇3年（699年）7月19日条における「徳之島人が中国に渡来するのは、この時から始まった」の一文であり、中国に対して「日本」と初めて称した時期とほぼ一致する。

一方、黄河流域で黄河文明を営んでいた漢民族の前身となった都市を持つ部族国家連邦の民の国際社会では、「中国」という語は、王や覇者を中心とした秩序に基づくものであった。その後、中華思想に基づく「文化的優越性を持った世界の中心」という意味を帯び、秦始皇帝のこの地域の諸民族の統一に発する中国歴代王朝の政治的・軍事的な境界を設定する中で、徐々に形成されていった漢民族意識のアイデンティティを境界付ける自称として拡張されていった。
「中原」とは、黄河文明の発祥地である黄河中下流域に広がる平原のことであり、しばしば「中国」と同義とされる。
「秦始皇は中国を防衛するため長城を建てた」と文書に記載されている。漢書溝恤志卷29では「中國川原以百數」（いにしえより中国には何百もの山と原があり)、前漢昭帝時代に書かれたとされる『塩鉄論』では、景帝時代までの領土及び地域を「中国」と称している。
また、武帝が新規に征服した領域は「中国」と対置する領域として「辺境」と各所で記されてもいる。しかし、武帝が新たに征服した領土を含む領域を「中国」と表現している箇所もある。武帝が支配した領域以外の地域を「外国」と表記し、「外国」が「中国」と対置されている箇所があるからである。このように、『塩鉄論』論争当時は、「中国」の概念は、武帝征服領土を含む場合と含まない場合が見られ、辺境郡を中国に含むかどうかで論者による認識のずれがあったようである。
周王朝時代の領域は「諸夏」、漢高祖の平定領域は「九州」、と各々使い分けて記載されている。この時代には、既に「中国」の領域が「中原」よりも広い地域に拡大し、自民族の伝統的領域と認識されている一方、王朝の支配領域全てが「中国」と認識されているわけではない用例があることを窺い知ることができる。
『塩鉄論』には一箇所だけ「漢國」の表記があり、概ね「漢」に支配される領土は「中国」と同義とみられる。
唐王朝に入ると「中国」の領域は更に拡大し、現在中国本土と呼ばれる領域が「中国」と認識されるようになっていた。例えば「唐興，蠻夷更盛衰，嘗與中國亢衡者有四：突厥、吐蕃、回鶻、雲南是也」とある。韓愈は論仏骨表では「仏というものは、後漢代に中国に伝わったものであり、その前中国にはまだ仏は居なかったのです」と記している。
同時に「中国」は地理的な領域名だけではなく、王朝が現時点で支配している領土を意味するようにもなっていた。
「中国」の領域認識は支配領域の拡大縮小と連動した。
通例では清朝末期以前は、「中国」は通史的意味合いを持たないとされているが、通史的な用例がまったくないわけではない。例えば「宋史列傳194儒林五/胡安國」では「自古中國強盛如漢武帝、唐太宗」（いにしえより中国は漢武帝や唐太宗の如く強く盛んであった）という記載があり、『魏志倭人伝』には「自古以來其使詣中國皆自稱大夫」（いにしえより以来、その使者が中国に来ると皆自分を大夫と称した）と記されている。
中華（ちゅうか）あるいは華夏（かか）という用語は、「優れた文化を持つ者」を意味し、漢民族の間で「中国」と同様の自称として用いられた。
「中心の国に住む優れた文化の担い手」という意味の「中華」には、地理的な意味に加えて、「漢民族のアイデンティティ」と「華夏文化の優越性」という要素が共存していた。
中華思想においては、天の意志を代行する皇帝が、その徳をもって統治し､もし徳を失えば新たな家系に替わる。「中国」「中華」に対して、その四方に居住する周辺民族は「夷狄」として対置される。
11世紀以降の宋から明にかけて、宋明理学は大いに流行し、再び華夷秩序が強調されるようになった。また宋や明では異国文化を珍重し、外国人が宮廷で登用されることも珍しくなかった。
中国の皇帝は西アジアの「諸王の王」に相当し、中国歴代王朝は、自らが人類で唯一の皇帝であり、それ以外は中華世界における辺境に過ぎないという態度を取った。
対等な国が存在しないのだから、対等な関係の外交は存在せず、周辺民族との関係は全て朝貢という形式となる。逆に夷狄の王が中原を征服して中国に同化し、皇帝となることも可能であった。五胡十六国時代の諸国や南北朝時代の北朝、五代十国時代の突厥沙陀部系軍閥が中央権力の要を成した後半四代がこの典型である。しかし、遼・金・元・清の4王朝は、漢民族を支配して中華帝国の系統に属する王朝を作ったが、自民族の統治制度や文化も保持し続け、版図の一部を構成するに過ぎない漢民族地域に対しては、征服王朝として振る舞った。漢民族が直面したこのような現実に対して、宋学では華夷秩序が強調されるようになった。それに基づく、清の法律にも「外国人に対しては自分を中国と呼ぶ必要がある」と規定したことがある。
日本でも、江戸時代以前に大陸を「中国」と呼んだ事例は見られない（幕末、「満洲夷」が自分たち自身を「中国」と呼んでいると紹介されることはあった）。

### 近代的用法
清代後半になると、近代化を果たした欧米列強の圧倒的国力が中国周辺にも波及し、中国は諸外国と対等な国際社会の一員として自己を再定義する必要に迫られた。「中国」という用語の近代的な主権国家の概念での使用は、1842年に阿片戦争の敗北で清朝がイギリスと結んだ南京条約で、漢文の「中国」が使われた近代的な国際条約が最初であると知られている。
1689年に調印されたネルチンスク条約では、清朝の外交使臣が自らの身分を称する時に「中国」という用語を満洲語で使った。ここでいう中国とは、満洲人の故郷である満洲と旧明領を皇帝直轄地として統治したことから、この領域を「真ん中の国」という意味として中国（満洲語：ᡩᡠᠯᡳᠮᠪᠠᡳ
ᡤᡠᡵᡠᠨ ドゥリンバイ・グルン、dulimbai gurun）と呼んだものである。
清朝政府が主権国家体制と国籍条例の重要性を認識し、国籍法に国名は「中国」を定めている。20世紀初期、梁啓超は『中国史叙論』において、自国の主権国家の国名をどうするか悩み、「支那」は外国人が呼んだもので自ら命名したものではなく、「中華」「中国」は自尊自大で非難される、といずれも欠点があるとした上で、その中から便宜的に「中国」の国名使用を提案した。
「中国」や「中国人」の範囲をどのように設定するかについては20世紀に入っても議論が続いた。たとえば共和革命のイデオローグ章炳麟は「中華民国解」で中国の範囲を「先漢の郡県が設置された領域」、中国人を「黄帝の子孫」と定義、朝鮮（漢代に楽浪郡・帯方郡が置かれた）やベトナムを「中華民国が絶対回復すべき領域」、ビルマを「ややこれに次ぐ領域」とする一方、モンゴル（蒙古）やチベット（西蔵）、東トルキスタン（回部）は、漢代に郡県は置かれず、「三荒服の地」であったことから、中華民国に参加するのも自立するのも、彼ら自身に任せるべき、としている。孫文ら革命派は、清の他族は既に漢民族に同化しており、満洲や蒙古も服属すると主張した。一方、梁啓超ら立憲派は、各民族を一つにすることで、清の現在の領土を維持すべきと反論した。双方の論争の中で主張は接近し、清の現行領土を保ったうえで各エスニックグループを融合して「中華民族」という一つの民族を作り上げる構想ができた。
歴史学においては清を中国とするかについても議論がある。新清史は1990年代半ばに始まる歴史学的傾向であり、清王朝の満洲人王朝としての性質を強調している。以前の歴史観では中国（中華人民共和国）の歴史家を中心に漢人の力を強調し、清は中華王朝として満洲人と漢人が同化したこと、つまり「漢化」が大きな役割を果たしたとされていた。しかし1980年代から1990年代初頭にかけて、日本やアメリカの学者たちは満洲語やモンゴル語、チベット語やロシア語等の漢字文献以外の文献と実地研究を重視し、満洲人は満洲語や伝統である騎射を保ち、それぞれの地域で異なった体制で統治していたため長期的支配が行えたとし、中華王朝よりも中央ユーラシア的な体制を強調している。満洲人の母語はアルタイ系言語である満洲語であったこと、広大な領域を有した領土の4分の3が非漢字圏であったことなど「清朝は秦・漢以来の中国王朝の伝統を引き継ぐ最後の中華王朝である」という一般に流布している視点は正確ではないとしており、中華王朝という意味の中国はあくまで清の一部であり清は中国ではないとしている。
中国国内では「新清史」の学術的成果は認められつつあるものの、「漢化」を否定する主張については反対が根強くある。2016年においても劉文鵬が「内陸亜洲視野下的“新清史”研究」で「『新清史』は内陸アジアという地理的、文化的概念を政治的概念に置き換えたことにより中国の多民族的国家の正統性を批判している」としていることからも、現在の中国においては新清史の学術的価値は認められつつも、その主張には依然として反対する流れに変化は無いようである。
(New Qing Historyも参照)
辛亥革命では、「中華民国」と呼称されていたが、共和勢力による政権獲得が現実のものとなっていくのに伴い、支那の独立という理想論は影を潜め、清朝が1912年の段階まで連合していた「支那・満洲・モンゴル・チベット・東トルキスタン」の範囲をそのまま枠組みとする「中国」で、近代的な国民国家の形成が目指されることとなった。しかし、そのような議論はモンゴルやチベット、東トルキスタンの人々の意思とは無関係に決められており、実際には漢民族との連携を重視し始めた清朝に対する反発と諸外国の影響を受けて支那地域以外では自立の動きがみられ、これらの地域の再統合は中華人民共和国の成立後に持ち越される事になる。
「中国」「中華」は中華民国および中華人民共和国において、それぞれの国号となった。「中国」「中華」という用語が持っていた「漢民族のアイデンティティ」という要素は、「多民族の仲直りと統一」という要素として再構成され、多民族の構成員が主体となって建設した「中国文化の優越性」だけが共通分母として落ち着くようになった。そしてその持ち主という意味の「華人」「華僑」という呼称も生まれた。
今日の中国では、漢民族以外の数多くの少数民族が居住しており、その数は中華人民共和国政府が公式に認定しているものだけでも55を数える。なお、中華人民共和国憲法では漢民族を含む全ての民族を「中華民族」と規定している。

## 「中国」の呼称の変遷
本節では、他地域からの呼称の変遷について記載する。これらの呼称は、地理的な意味合いだけではなく、中華王朝・政権の名を越えた通史的な呼称としても利用された。

### 「セリカ」
ヘレニズム文明の時代、ギリシアからみて北西がヨーロッパ、南東がアジア、南西がアフリカ、北東がスキティアと呼ばれたが、このアジアのさらに東（インダス川の東）にインディアがあり、インディアとスキティアのさらに東が「セリカ」とされていた。これは絹（絲）を意味する「セーリコン」（σηρικον）に由来し、いわゆる中国の地をさしていた。絹をもたらした中国の商人は「セール」（σηρ）（複数形:「セーレス」（σηρεσ, Seres））と呼ばれ、「セーリコン」は英語やロシア語などで「絹」を表す言葉の語源ともなっている。その後、「セリカ」は後述する「チーナ」に由来する「スィーン」が伝わるとその系統の呼称に取って代わられた。

### 「秦」に由来する呼称
漢字文化圏以外からは、古くは秦に由来すると考えられるチーナ、シーナという呼称が一般的に用いられ、古代インドではチーナスタンとも呼んだ。これが仏典において漢訳され、「秦」「支那」「震旦」「真丹」などの漢字をあてられる。この系統の呼称はインドを通じて中東に伝わってアラビア語などの中東の言語ではSīnとなる。また、更に後にはインドの言葉から直接ヨーロッパの言葉に取り入れられ、China（英語）、Chine（フランス語）などの呼称に変化した。日本でも「秦」に由来して、「支那」が仏教文献では古くから利用されてきた。「支那」は明治時代に入ると、欧米の Sinology の訳語として取り入れられ、中華王朝・政権の名を越えた通史的な呼称として昭和の中期まで利用された。

### 「漢」に由来する呼称
最初の統一王朝ながら短命に終わった秦王朝に代わって400年間に渡って中国を支配した漢王朝（前漢と後漢）の時代に、漢民族を中心とする中国の版図は定着していった。そのため、「漢民族」や「漢字」のような言葉に漢の字が使われている。また、日本では「から」の音を「漢」の字にあてる例もある。

### 「拓跋」に由来する呼称
7世紀末から8世紀初頭の突厥（第二突厥帝国）の人々が残した古テュルク文字の碑文において中国の人々を指して使われている呼称に「タブガチュ（タブガチ、Tabgach、Tabγač）」があり、北中国に北魏を建てた鮮卑の拓跋部、拓跋氏に由来すると考えられている（白鳥庫吉やポール・ペリオらの説。桑原隲蔵は唐家子に由来するとの説、つまり唐由来説を唱えた）。
タブガチュの系統の呼称は、1069年のクタドゥグ・ビリグにおけるタフカチやTamghaj、Tomghaj、Toughajなど突厥以後も中央アジアで広く使われた。1220年 - 1224年に西方を旅した丘長春（長春真人）は「桃花石」と記録している。11世紀 - 12世紀のカラハン朝 (Qarakhanid dynasty) においては数人の可汗がTabghach (Tavghach) という名である。しかしモンゴル帝国の時代前後に後述するキタイに取って代わられた。
なお、古テュルク文字碑文以前、東ローマ帝国の歴史家テオフィラクトス・シモカッタの7世紀前半に書かれたとみられる突厥による柔然滅亡（552年）関連の記事にタウガス (Taugas) との記載があり、これも同系統の呼称と思われる。記事が書かれた時期は隋末 - 唐初期と思われ、柔然の滅亡は西魏から北周、東魏から北斉への禅譲と同時期となる。

### 「唐」に由来する呼称
江戸時代以前の日本の人々は、しばしば遣唐使を通じて長く交渉を持った唐の国号をもって中国を呼んだ。日本の古語では、外国を意味する「から」の音を「唐」の字にあてる例も多い。中国を「唐土（もろこし）」と呼称したり、日本に来航する中国商人は「唐人（からびと、とうじん）」と呼ばれ、文語の中国語を「漢文」というのに対して口語の中国語は「唐語（からことば）」と呼ばれた。また、かつて東南アジア（台湾含む）などの華人も祖国を「唐山」と呼んだ。

### 「契丹」に由来する呼称
11世紀頃に中国の北辺を支配したキタイ（契丹）人の遼王朝から、12世紀から13世紀の、モンゴル高原のモンゴル人は、中国をキタイと呼び、モンゴル帝国による征服活動の結果として、内陸ユーラシアのテュルク語や東スラヴ語などでは、中国のことをキタイに基づく呼称で呼ぶようになった。13世紀後半に、元朝統治下の中国をマルコ・ポーロは、北中国のことをカタイという名で記録した。ロシアやウクライナ、ブルガリア、カザフスタンでは現在も中国のことを Китай (Kitaj) 、ウズベキスタンではXitoyと呼んでいる。西ヨーロッパにはCathayとして伝わり、キャセイパシフィック航空の社名などに使われているが、Chinaに比べるとあまり広汎に用いられる呼称ではない。